# 85014 Sutter
85014 Sutter este un asteroid din centura principală de asteroizi.

## Descriere
85014 Sutter este un asteroid din centura principală de asteroizi. A fost descoperit pe 19 ianuarie 2004 în cadrul proiectului CSS. Asteroidul prezintă o orbită caracterizată de o semiaxă mare de 2,75 ua, o excentricitate de 0,11 și o înclinație de 12,9° în raport cu ecliptica.